# Ивандол (Брестовац)
Ивандол је насељено место у општини Брестовац, у западној Славонији, Република Хрватска.

## Историја
До нове територијалне организације налазило се у саставу бивше велике општине Славонска Пожега.

## Становништво
Насеље је према попису становништва из 2011. године имало 139 становника.
| Националност       | 1991.        |
| Хрвати             | 161 (97,57%) |
| Срби               | 2 (1,21%)    |
| Југословени        | 1 (0,60%)    |
| остали и непознато | 1 (0,60%)    |
| Укупно             | 165          |